# Англо-кельти
Англо-кельти походять переважно від британців та ірландців. Концепція в основному актуальна за межами Великої Британії та Ірландії, зокрема в Австралії, але також використовується в Канаді, США, Новій Зеландії та Південній Африці, де розташована значна діаспора.
Термін "Anglo-Celtic" являє собою комбінацію поєднуючої форми англо- і прикметника кельтський. Англо-, що означає ангели, походить від англів, німецького народу, який оселився в Британії (в основному на території нинішньої Англії) в середині першого тисячоліття. Назва Англія (давн-англ. Engla land  або Ængla land) походить від цих людей. Кельтський у цьому контексті відноситься до людей Ірландії, Шотландії, Уельсу, острова Мен і Корнуолла.

Зафіксоване використання датується принаймні серединою 19 століття. Газета під назвою The Anglo-Celt (у даному випадку вимовляється як «Anglo-Selt») була заснована в графстві Каван в Ірландії в 1846 році. У публікації 1869 року цей термін протиставлявся англосаксонському як більш відповідний термін для людей ірландського та британського походження в усьому світі:
«Англосаксонський» у відношенні до сучасних британців і британської раси, я вважаю, що кожен неупереджений вчений погодиться зі мною в тому, що він вважатиме грубу помилку. Бо якщо можна показати, що навіть у населенні самої Англії є великий кельтський елемент, це ще більш безсумнівно не лише стосовно населення Британських островів загалом, але й щодо англомовних народів Америки та Австралазії. Навіть англійці є скоріше англо-кельтами, ніж англосаксонцями, і ще більш точно англо-кельтський є більш точним терміном, ніж англосаксонський, не тільки для тієї британської національності, яка включає шотландців, ірландців та валлійців; але також і для тієї британської раси, головними елементами формування якої були іммігранти з Уельсу, Шотландії та Ірландії.
Цей термін піддається терміну англо-кельтські острови, альтернативному терміну для Британських островів. Використання цього терміна можна побачити в ірландській баладі юніоністів 1914 року:
Об'єднані англо-кельтські островиЧи благословлять вас посмішки СвободиЖоден тиран не може підкорити наші домівкиТоді як британці до кельтів вірні.Неправда може вимагати зрадиСміливі все ще підтримуватимуть нашу владуПотрійний священний прапор поки щоВерховний, його сонце ніколи не зайде— Південна юніоністська балада ( Enis Unionist, 1914)